# St. Antonius Abbas (Gleismuthhausen)

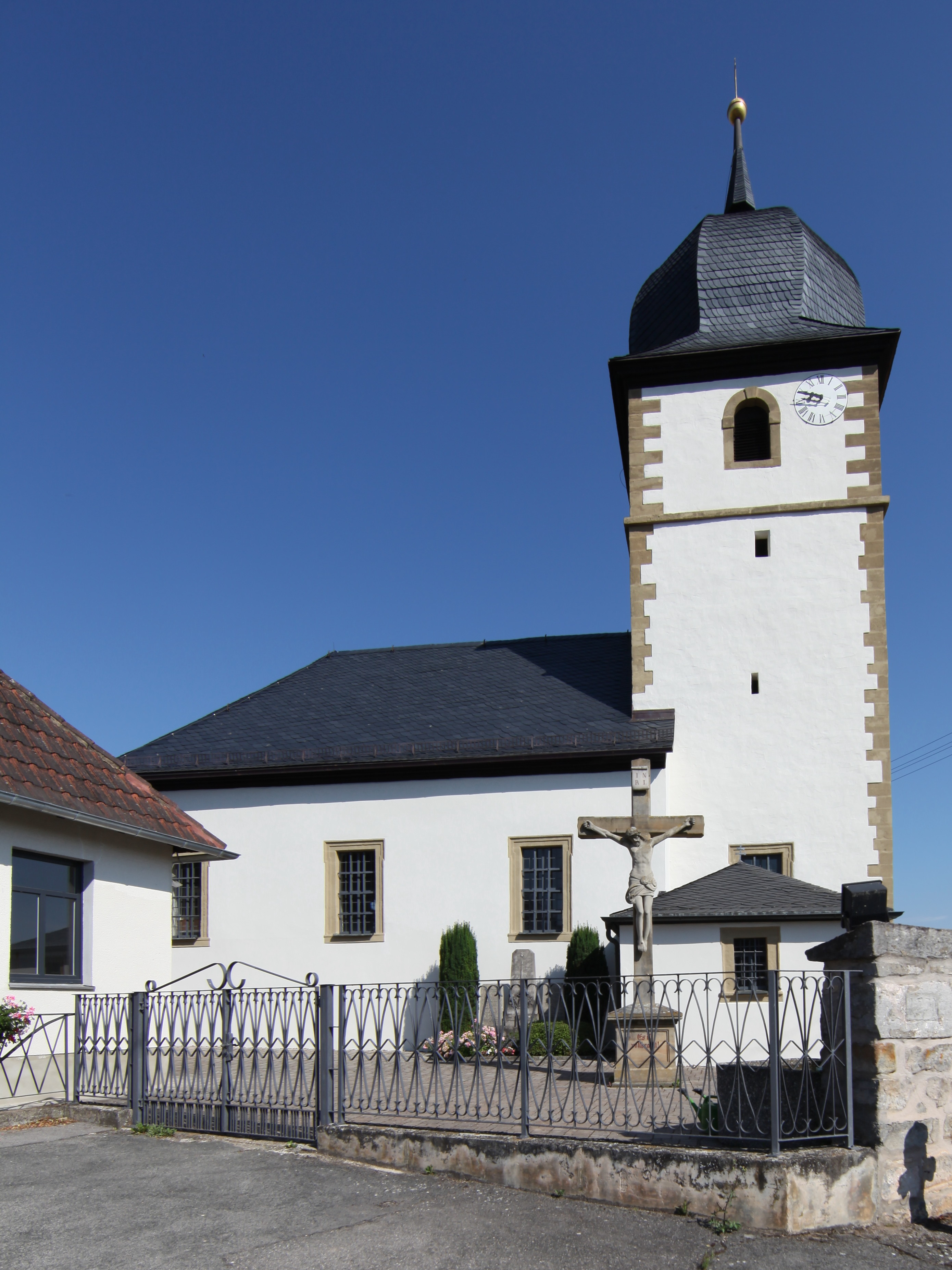
St. Antonius Abbas in Gleismuthhausen

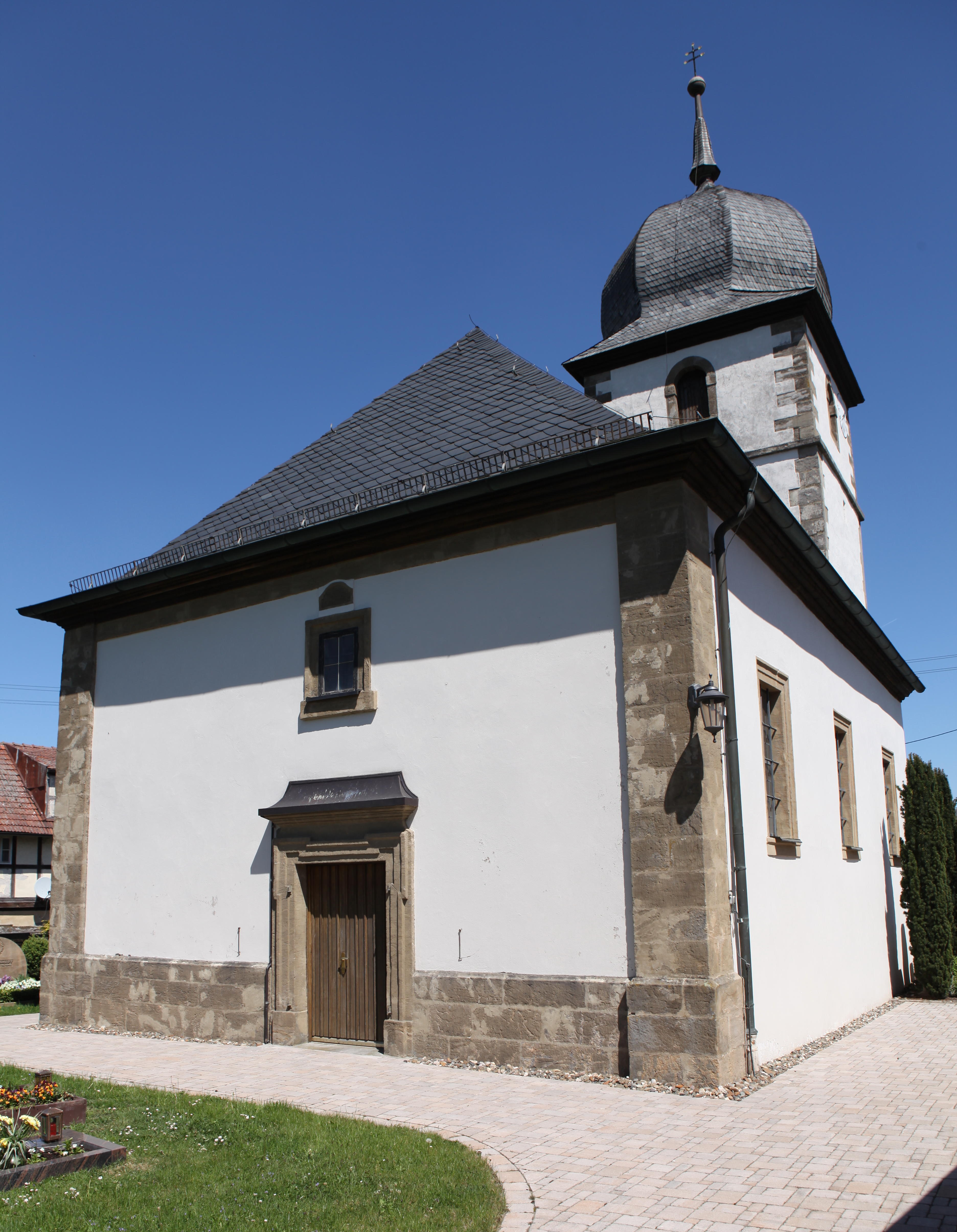
Westseite

Die römisch-katholische Filialkirche St. Antonius Abbas im oberfränkischen Gleismuthhausen, einem Ortsteil von Seßlach im Landkreis Coburg, entstand im Jahr 1603.

## Geschichte
Das Sockelgeschoss des Turmes mit einem Chorraum ist im Kern noch spätmittelalterlich. Ursprünglich war das Gotteshaus eine Filialkirche der Pfarrei Seßlach. 1597 erfolgte die Zuordnung zur neuerrichteten Pfarrei Autenhausen.
Das Langhaus wurde 1603 erbaut und dem heiligen ägyptischen Eremiten Antonius geweiht. Im Jahr 1766 wurden die oberen Turmgeschosse und das Kirchenschiff umgestaltet. 1806 folgte eine Erneuerung und Restaurierung. Im späteren 19. Jahrhundert ließ die Gemeinde die Sakristei anbauen.
In den 1970er und 1980er Jahren wurden die Altäre renoviert, der Dachstuhl und Fußboden erneuert, die Kanzel entfernt sowie die Außenfassade gestrichen. Ende der 2000er Jahre folgte ein neuer Innenanstrich und die Erneuerung des Friedhofspflasters sowie die Restaurierung des Friedhofskreuzes.

## Baubeschreibung
Die Chorturmkirche steht in einem ummauerten Friedhof am Nordostrand des Dorfes. Die Friedhofsmauer besteht aus unverputztem Brockenmauerwerk und trägt auf einem Sandsteinquader rechts vom Eingang die Jahreszahl 1570. Der Turmchor des viergeschossigen Turmes hat Grundrissabmessungen von 4,70 Meter mal 3,70 Meter und wird von einer verputzten Flachdecke überspannt. Seitlich sind Rechteckfenster mit geohrten Profilrahmungen, im Süden über dem Zugang zur Sakristei, angeordnet. Im Osten befindet sich ein kleines Schlitzfenster in einer rundbogigen Schräglaibung.
Die Kirchenfassade besteht aus verputztem Brocken- und Quadermauerwerk. Eckquaderung und Profile aus unverputzten Sandsteinquadern gliedern die Turmfassade. Der untere Teil stammt wohl noch aus dem 14. Jahrhundert. Das erste und zweite Obergeschoss sind im frühen 17. Jahrhundert mit kleinen Schlitz- und gefasten Rechteckfenstern entstanden. Das durch ein Gesimsband getrennte dritte Obergeschoss trägt am obersten Eckquader der Südostecke die Jahreszahl 1766. Es hat allseits rundbogige Schallöffnungen, deren Sandsteinrahmungen Kämpfer- und Scheitelsteine tragen. Den Abschluss bildet über einem hölzernen Traufgesims eine achtseitige, barocke Haube mit einer Schieferdeckung. Darüber befinden sich eine kleine Spitze, Knauf und Kreuz.
Ein runder Chorbogen, dessen Bogen profiliert und mit einem reliefierten Keilstein versehen ist, verbindet den Chor mit dem Langhaus. Darüber ist eine Kartusche mit der Jahreszahl 1766 vorhanden.
Das Langhaus ist ein barocker Saalbau mit drei Fensterachsen, der von einer verputzen Flachdecke über einer von Profilen begrenzten Hohlkehle überspannt wird. Die Decke hat einen Stuckrahmen. Im Spiegel befindet sich das Auge Gottes. Eine hölzerne Empore steht in der Westseite und stammt wohl aus dem Jahr 1766. Sie ruht auf zwei geschwellten Säulen und hat eine Brüstung mt profilierten Vierkantbalustern und ist im Mittelteil vorgezogen. Den Zugang bildet eine Podesttreppe.

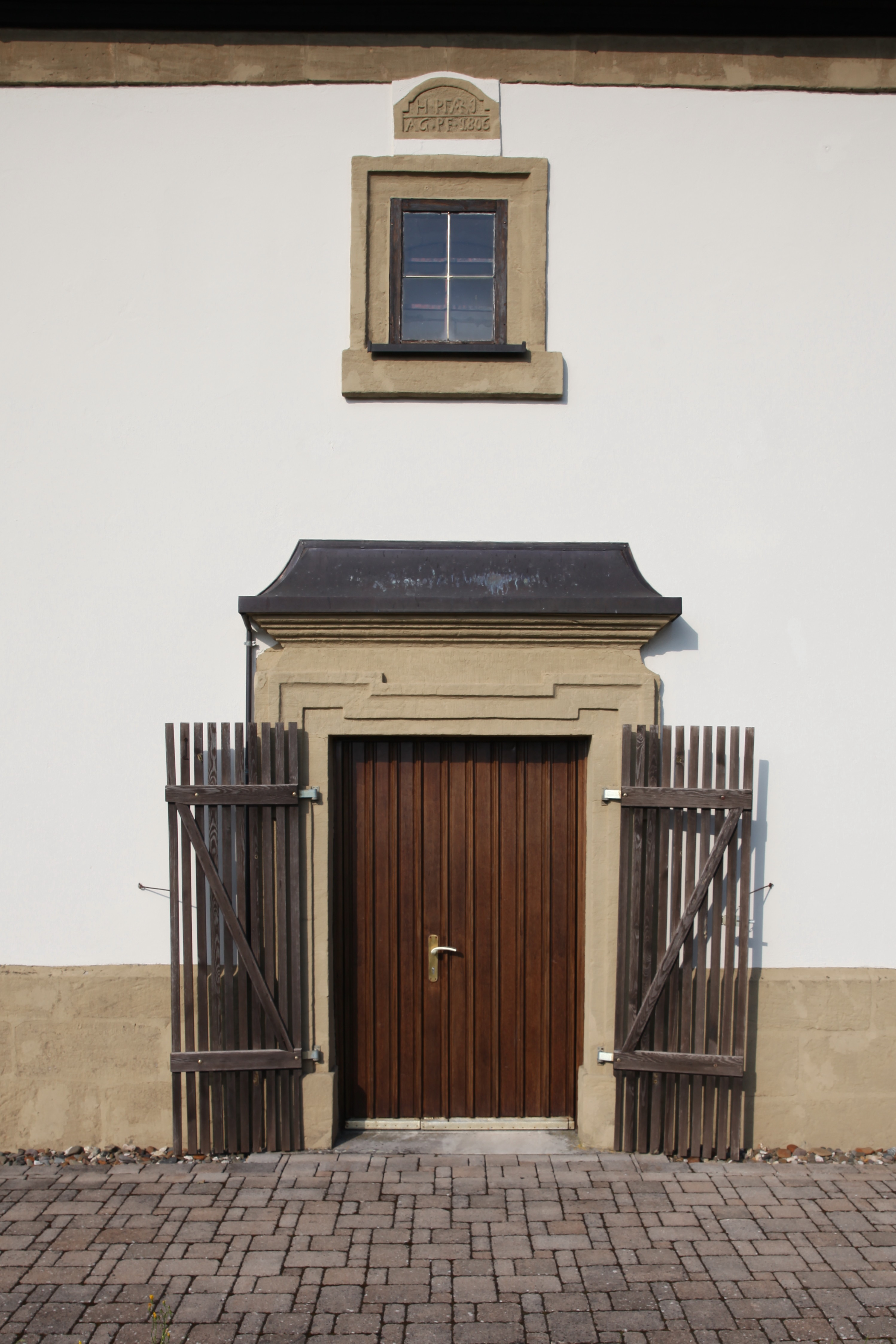
Eingangsportal

Die Längsseiten des Langhauses haben drei Rechteckfenster. Im Westen sind der rechteckige Eingang und darüber ein kleines rechteckiges Fenster angeordnet, über dem sich ein Inschriftstein mit der Bezeichnung „H•PFAR•J / AG•PF•1806“ befindet. Die Fassade ist durch unverputzte Sandsteinquader bei den Fenster- und Türrahmungen sowie Ecklisenen gegliedert. Die Fenster und das Westportal haben geohrte Profilrahmungen. Das Portal verziert zusätzlich eine waagrechte Gesimsverdachung. Den oberen Abschluss bildet ein profiliertes hölzernes Traufgesims unter einem Satteldach mit einer Ziegeldeckung.

## Ausstattung
Der Hochaltar stammt aus der ersten Hälfte des 18. Jahrhunderts. Er hat einen marmorierten Holzaufbau mit vergoldetem Dekor und farbige Figuren mit Teilvergoldungen. Auf einem Sandsteinstipes steht ein Drehtabernakel, eingerahmt seitlich von gewundenen Säulen und oben vom Lamm Gottes mit Strahlenglorie über einem verkröpften, waagrechten Gesims. Dahinter befindet sich der Aufsatz mit vier gewundenen korinthischen Säulen und Akanthuswangen. Vor dem rundbogig gerahmten Mittelfeld steht auf dem Tabernakel die Statue des heiligen Antonius Eremita. Seitlich sind Statuen links eines Bischofs und rechts des heiligen Paulus angeordnet. Über den Außensäulen stehen Putten und in der Mitte, in einem halbkreisförmig schließendem Brettrahmen mit einem Kreuz, die Figur des heiligen Georg zu Pferd, den Drachen tötend.
Die gleichartig gestalteten Seitenaltäre sind um 1766 entstanden. Sie haben einen marmorierten Holzaufbau mit vergoldetem Dekor und einen Steinstipes mit schlichter Holzverkleidung. Darauf befinden sich Aufbauten mit seitlichen Pfeilern auf gebauchten Sockeln und verkröpften Gebälkstücken sowie Ziervasen. In der Mitte sind Tabernakelgehäuse angeordnet. Auf dem rechten steht eine ehemalige barocke Prozessionsfigur einer Madonna mit Strahlenkranz aus der Mitte des 18. Jahrhunderts. Auf dem linken Tabernakelgehäuse ist ein Altarkreuz mit Rocaillefuß aus dem Ende des 18. Jahrhunderts vorhanden. Dahinter befindet sich ein Altarblatt mit einem Ölbild auf Leinwand, das die heiligen Petrus und Paulus zeigt.
An den Wänden des Kirchenschiffes stehen Holzfiguren der heiligen Anna selbdritt und des heiligen Wendelin, jeweils aus dem 18. Jahrhundert.

## Orgel
1894 stellte der Eichstätter Orgelbauer Joseph Franz Bittner die Orgel mit sechs Registern auf einem Manual und Pedal auf. Der dreiteilige Neurenaissance Orgelprospekt hat eine rechteckige Form. Er besteht aus einem vorspringenden, etwas überhöhten Mittelrisalit mit einem großen Rundbogenfeld und niedrigeren Seitenteilen mit jeweils zwei schmalen Rundbogenfeldern. Reich profilierte Gesimse und kannelierte Pilaster des Mittelrisalits verzieren das Gehäuse.

## Kirchengemeinde
Gleismuthhausen ist seit Jahrhunderten eine Filialkirche der Pfarrei Autenhausen. Die Kirchengemeinde zählt 36 Mitglieder, davon besuchen etwa 40 % bis 50 % regelmäßig die Kirche.